# Lone Pedersen
Lone Pedersen (født 1960) er en tidligere dansk atlet, som var medlem i Frederiksberg IF og Sparta Atletik fra 1980.
Lone Pedersens træner var Bogdan Gierajewski.
Lone Pedersen er søster til Lars Pedersen.

## Danske mesterskaber
- Bronze 1991 Diskoskast 45,62
- Guld 1985 Kuglestød 12,98
- Bronze 1982 Kuglestød 13,05
- Bronze 1981 Kuglestød 12,01
- Guld 1980 Kuglestød 12,97
- Bronze 1979 Kuglestød 12,09
- Bronze 1978 Kuglestød 12,68
- Bronze 1978 Diskoskast 41,65

## Personlige rekorder
- Kuglestød: 13,51 1985
- Diskoskast: 45,62 1991
- Kastetrekamp: 2268p 1991